# Hồ Iseo
Hồ Iseo là hồ lớn thứ tư ở vùng Lombardia, Ý, có nguồn nước cấp từ sông Oglio.
Hồ nằm ở phía bắc của nước Ý trong vùng Val Camonica, gần các thành phố Brescia và Bergamo. Hồ này là gần như được chia đều giữa các tỉnh của Bergamo và Brescia. Đây là một phần công nghiệp hóa cao của thế giới, nhưng khu vực này vẫn có vẻ đẹp thiên nhiên tuyệt vời. Con đường phía bắc đến Thụy Sĩ từng chạy dọc theo ven hồ, một con đường an toàn hơn nhiều, được khoét vào bên trong những dãy núi, hiện nay tồn tại.
Ở giữa hồ là Monte Isola (hoặc Montisola), một trong những hòn đảo lớn nhất của bất kỳ hồ ở nào ở châu Âu.